# Fotocamera plenottica

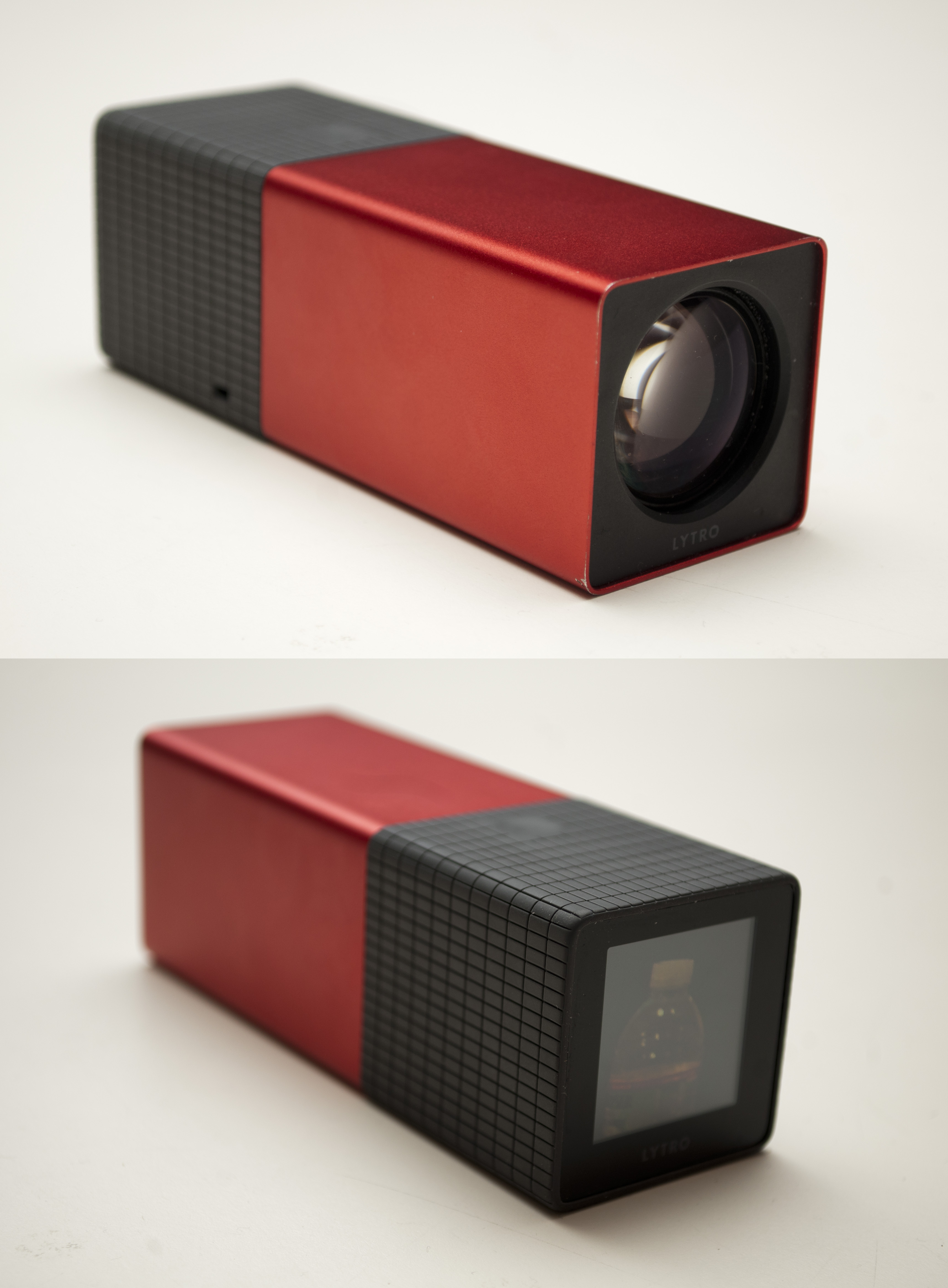
Vista anteriore e posteriore della Lytro, la prima fotocamera plenottica commerciale.

Una fotocamera plenottica è una tipologia di fotocamera che utilizza una matrice di microlenti per catturare informazioni in 4D sul campo luminoso di una scena. Queste informazioni possono essere usate per migliorare la soluzione di problemi legati alla computer grafica e alla visione artificiale.

## Tecnologia
La prima macchina fotografica che sfrutta il campo luminoso è stata teorizzata da Gabriel Lippmann nel 1908. Nel 1992 Adelson e Wang hanno proposto il progetto di una fotocamera plenottica nella quale una matrice di microlenti è posizionata sul piano focale della lente principale. Il sensore di immagine si trova immediatamente dietro le microlenti, così le parti dell'immagine che non sono messe a fuoco possono essere analizzate ed è possibile estrarre informazioni più dettagliate. In questo modo è teoricamente possibile mettere a fuoco virtualmente la foto con un computer dopo che è stata scattata. Lo svantaggio di questo sistema è la bassa risoluzione delle immagini risultanti.